# سید بلکی
سید بلکی (انگلیسی: Sid Blackie؛ 24 December 1899 – ۲۲ مه ۱۹۶۶ (aged 66)) بازیکن فوتبال اهل بریتانیا بود.
از باشگاه‌هایی که در آن بازی کرده‌است می‌توان به باشگاه فوتبال استوک سیتی و باشگاه فوتبال ساوتند یونایتد اشاره کرد.